# Daily Operation
Daily Operation este un album din 1992 al trupei Gang Starr. Albumul reprezintă soundul curajos, tipic muzicii hip-hop din Brooklynul anilor '90. 
Melodia "B.Y.S" a fost folosita in jocul video Grand Theft Auto: San Andreas. Aceasta a fost folosita pe Playback FM.

## Tracklist
1. "Daily Operation (Intro)" (0:27)
2. "The Place where We Dwell" (2:27)
3. "Flip the Script" (4:02)
4. "Ex Girl to Next Girl" (4:40)
5. "Soliloquy of Chaos" (3:13)
6. "I'm the Man" (4:05 - cu Jeru the Damaja și Lil' Dap)
7. "'92 Interlude" (0:28)
8. "Take It Personal" (3:07)
9. "2 Deep" (3:38)
10. "24-7/365" (0:24)
11. "No Shame in My Game" (3:55)
12. "Conspiracy" (2:48)
13. "The Illest Brother" (4:44)
14. "Hardcore Composer" (3:16)
15. "B.Y.S." (3:06)
16. "Much Too Much (Mack a Mil)" (3:31)
17. "Take Two and Pass" (3:15)
18. "Stay Tuned" (2:31)

## Single-uri
- "Ex Girl to Next Girl" (1992)
- "Take It Personal" (1992)

## Componență
- DJ Premier - producător, beaturi, scratchuri, mixaj
- "The Guru" - voce, producător, mixaj

cu
- Yorum Vazan - mixaj pe "The Illest Brother"